# Teramo Calcio 1979-1980
Questa pagina raccoglie le informazioni riguardanti il Teramo Calcio nelle competizioni ufficiali della stagione 1979-1980.

## Rosa
| N. |                   | Ruolo | Calciatore              |
| -- | ----------------- | ----- | ----------------------- |
|    | Italia (bandiera) | D     | Roberto Bacilieri       |
|    | Italia (bandiera) |       | Bartolucci              |
|    | Italia (bandiera) | P     | Pierangelo Brignoli     |
|    | Italia (bandiera) | C     | Giuseppe Brunetti       |
|    | Italia (bandiera) | C     | Sabatino Cipolletti     |
|    | Italia (bandiera) | C     | Marcello Cirilli        |
|    | Italia (bandiera) | C     | Giuliano De Bernardinis |
|    | Italia (bandiera) | D     | Ferruccio Erbacci       |
|    | Italia (bandiera) | D     | Francesco Esposito      |
|    | Italia (bandiera) | P     | Angelo Giuliani         |
|    | Italia (bandiera) | A     | Massimo Lupini          |
|    | Italia (bandiera) | D     | Paolo Manunza           |

| N. |                   | Ruolo | Calciatore                |
| -- | ----------------- | ----- | ------------------------- |
|    | Italia (bandiera) | C     | Patrizio Minozzi          |
|    | Italia (bandiera) | C     | Mauro Mosconi             |
|    | Italia (bandiera) | A     | Danilo Pelliccia          |
|    | Italia (bandiera) | C     | Bruno Piccioni            |
|    | Italia (bandiera) | C     | Maurizio Piergallini (II) |
|    | Italia (bandiera) | D     | Valentino Piergallini (I) |
|    | Italia (bandiera) | C     | Angelo Pierleoni (II)     |
|    | Italia (bandiera) | D     | Luigi Pierleoni (I)       |
|    | Italia (bandiera) | C     | Vittorio Pompa            |
|    | Italia (bandiera) |       | Salvatore                 |
|    | Italia (bandiera) | C     | Maurizio Simonato         |
|    | Italia (bandiera) | D     | Massimo Valà              |

## Risultati

### Campionato

#### Girone di andata
| 30 settembre 1979 1ª giornata | Nocerina | 2 – 0 | Teramo |  |

| 7 ottobre 1979 2ª giornata | Teramo | 1 – 1 | Catania |  |

| 14 ottobre 1979 3ª giornata | Montevarchi | 2 – 0 | Teramo |  |

| 21 ottobre 1979 4ª giornata | Teramo | 2 – 1 | Chieti |  |

| 28 ottobre 1979 5ª giornata | Reggina | 1 – 0 | Teramo |  |

| 4 novembre 1979 6ª giornata | Empoli | 2 – 0 | Teramo |  |

| 11 novembre 1979 7ª giornata | Teramo | 1 – 1 | Benevento |  |

| 18 novembre 1979 8ª giornata | Rende | 0 – 0 | Teramo |  |

| 25 novembre 1979 9ª giornata | Teramo | 0 – 0 | Cavese |  |

| 2 dicembre 1979 10ª giornata | Teramo | 1 – 1 | Arezzo |  |

| 9 dicembre 1979 11ª giornata | Anconitana | 5 – 0 | Teramo |  |

| 16 dicembre 1979 12ª giornata | Campobasso | 1 – 0 | Teramo |  |

| 23 dicembre 1979 13ª giornata | Teramo | 1 – 1 | Livorno |  |

| 6 gennaio 1980 14ª giornata | Foggia | 1 – 0 | Teramo |  |

| 13 gennaio 1980 15ª giornata | Teramo | 2 – 1 | Salernitana |  |

| 20 gennaio 1980 16ª giornata | Turris | 1 – 0 | Teramo |  |

| 27 gennaio 1980 17ª giornata | Teramo | 3 – 0 | Siracusa |  |

#### Girone di ritorno
| 3 febbraio 1980 18ª giornata | Teramo | 0 – 1 | Nocerina |  |

| 10 febbraio 1980 19ª giornata | Catania | 5 – 0 | Teramo |  |

| 17 febbraio 1980 20ª giornata | Teramo | 0 – 0 | Montevarchi |  |

| 24 febbraio 1980 21ª giornata | Chieti | 2 – 1 | Teramo |  |

| 2 marzo 1980 22ª giornata | Teramo | 1 – 0 | Reggina |  |

| 9 marzo 1980 23ª giornata | Teramo | 1 – 1 | Empoli |  |

| 16 marzo 1980 24ª giornata | Benevento | 1 – 1 | Teramo |  |

| 23 marzo 1980 25ª giornata | Teramo | 2 – 1 | Rende |  |

| 30 marzo 1980 26ª giornata | Cavese | 2 – 0 | Teramo |  |

| 13 aprile 1980 27ª giornata | Arezzo | 0 – 0 | Teramo |  |

| 20 aprile 1980 28ª giornata | Teramo | 1 – 1 | Anconitana |  |

| 27 aprile 1980 29ª giornata | Teramo | 1 – 0 | Campobasso |  |

| 11 maggio 1980 30ª giornata | Livorno | 0 – 0 | Teramo |  |

| 18 maggio 1980 31ª giornata | Teramo | 1 – 1 | Foggia |  |

| 25 maggio 1980 32ª giornata | Salernitana | 1 – 0 | Teramo |  |

| 1º giugno 1980 33ª giornata | Teramo | 0 – 1 | Turris |  |

| 8 giugno 1980 34ª giornata | Siracusa | 2 – 0 | Teramo |  |